# Piptochaetium montevidense
Piptochaetium montevidense là một loài thực vật có hoa trong họ Hòa thảo. Loài này được (Spreng.) Parodi miêu tả khoa học đầu tiên năm 1930.